# Vions
Vions est une commune française située dans le département de la Savoie, en région Auvergne-Rhône-Alpes.

## Géographie

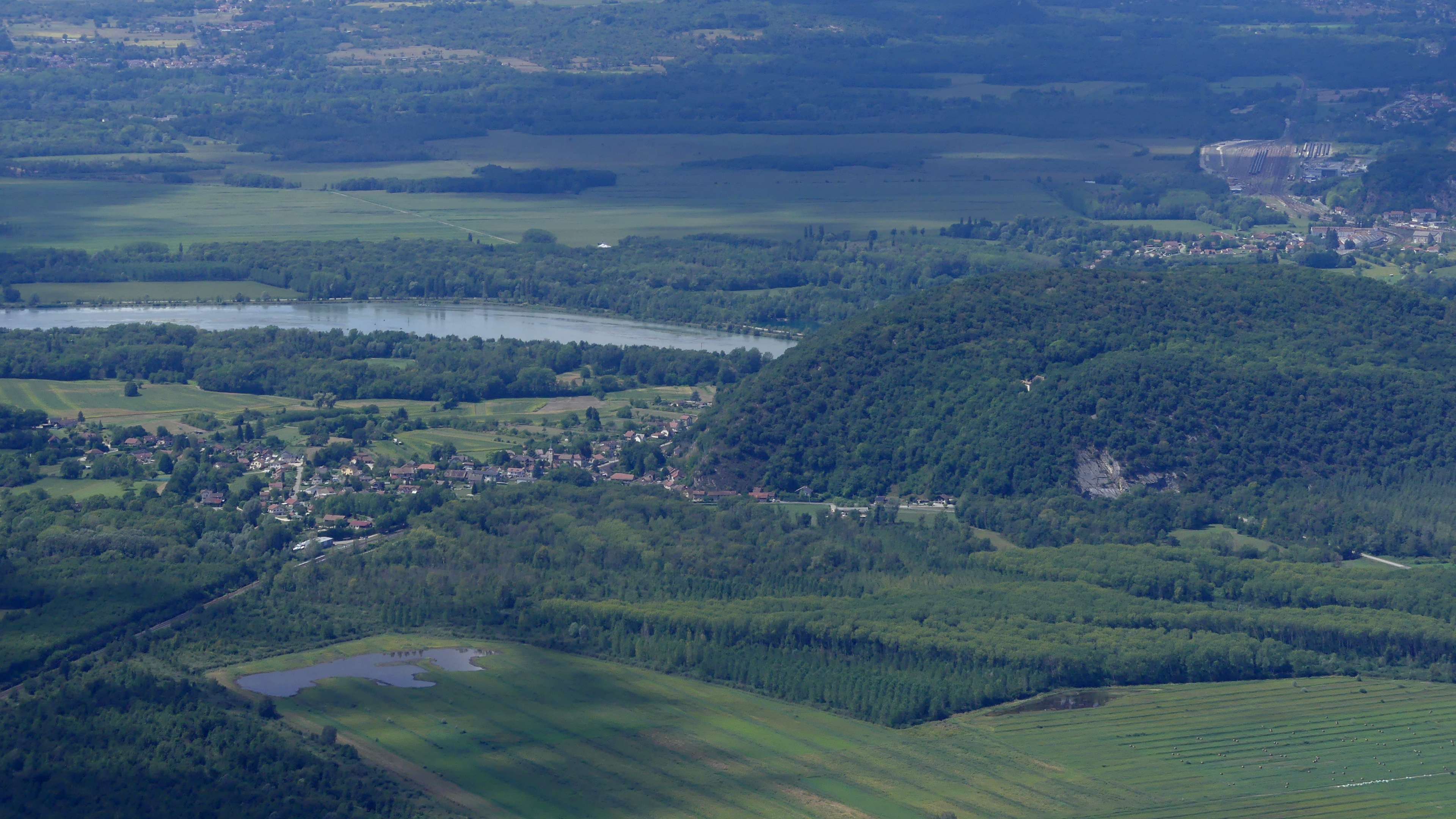
Chef-lieu, Rhône et Mollard de Vions.

Commune située sur les rives du Rhône, près des îles de Vion, sur le canal de Savières (existant déjà à l'époque romaine) qui relie le Rhône au lac du Bourget.
Au nord du chef-lieu et de la commune se trouve le Mollard de Vions, une colline constituant le point culminant de Vions à 397 mètres d'altitude.

## Urbanisme

### Typologie
Au 1er janvier 2024, Vions est catégorisée commune rurale à habitat dispersé, selon la nouvelle grille communale de densité à sept niveaux définie par l'Insee en 2022.
Elle est située hors unité urbaine. Par ailleurs la commune fait partie de l'aire d'attraction de Culoz-Béon, dont elle est une commune de la couronne,. Cette aire, qui regroupe 3 communes, est catégorisée dans les aires de moins de 50 000 habitants,.

### Occupation des sols
L'occupation des sols de la commune, telle qu'elle ressort de la base de données européenne d’occupation biophysique des sols Corine Land Cover (CLC), est marquée par l'importance des forêts et milieux semi-naturels (59,9 % en 2018), en diminution par rapport à 1990 (61,8 %). La répartition détaillée en 2018 est la suivante :
forêts (59,9 %), zones agricoles hétérogènes (16 %), terres arables (11,4 %), zones urbanisées (6,6 %), eaux continentales (5,6 %), prairies (0,4 %).
L'IGN met par ailleurs à disposition un outil en ligne permettant de comparer l’évolution dans le temps de l’occupation des sols de la commune (ou de territoires à des échelles différentes). Plusieurs époques sont accessibles sous forme de cartes ou photos aériennes : la carte de Cassini (XVIIIe siècle), la carte d'état-major (1820-1866) et la période actuelle (1950 à aujourd'hui).

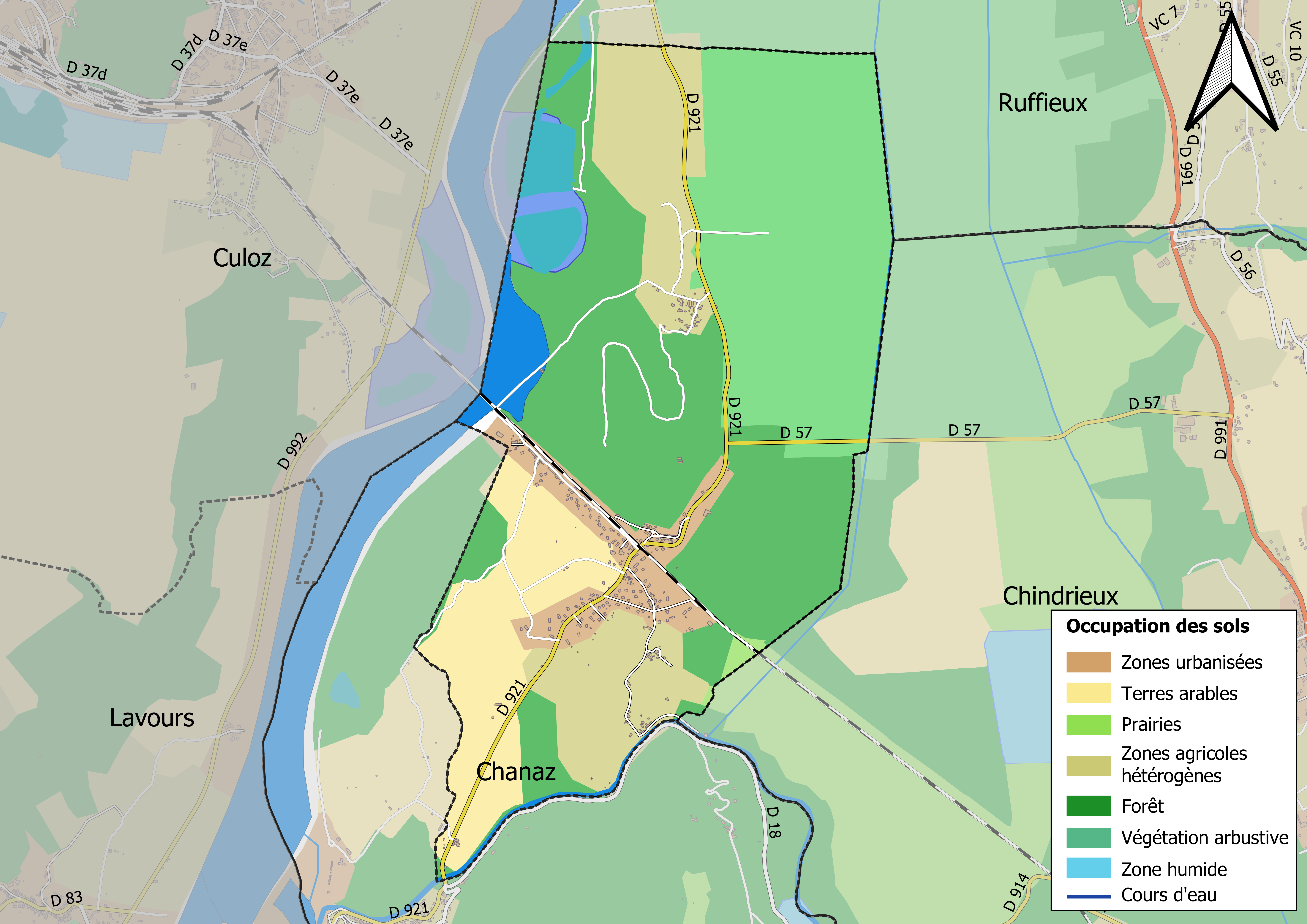
Carte des infrastructures et de l'occupation des sols en 2018 (CLC) de la commune.
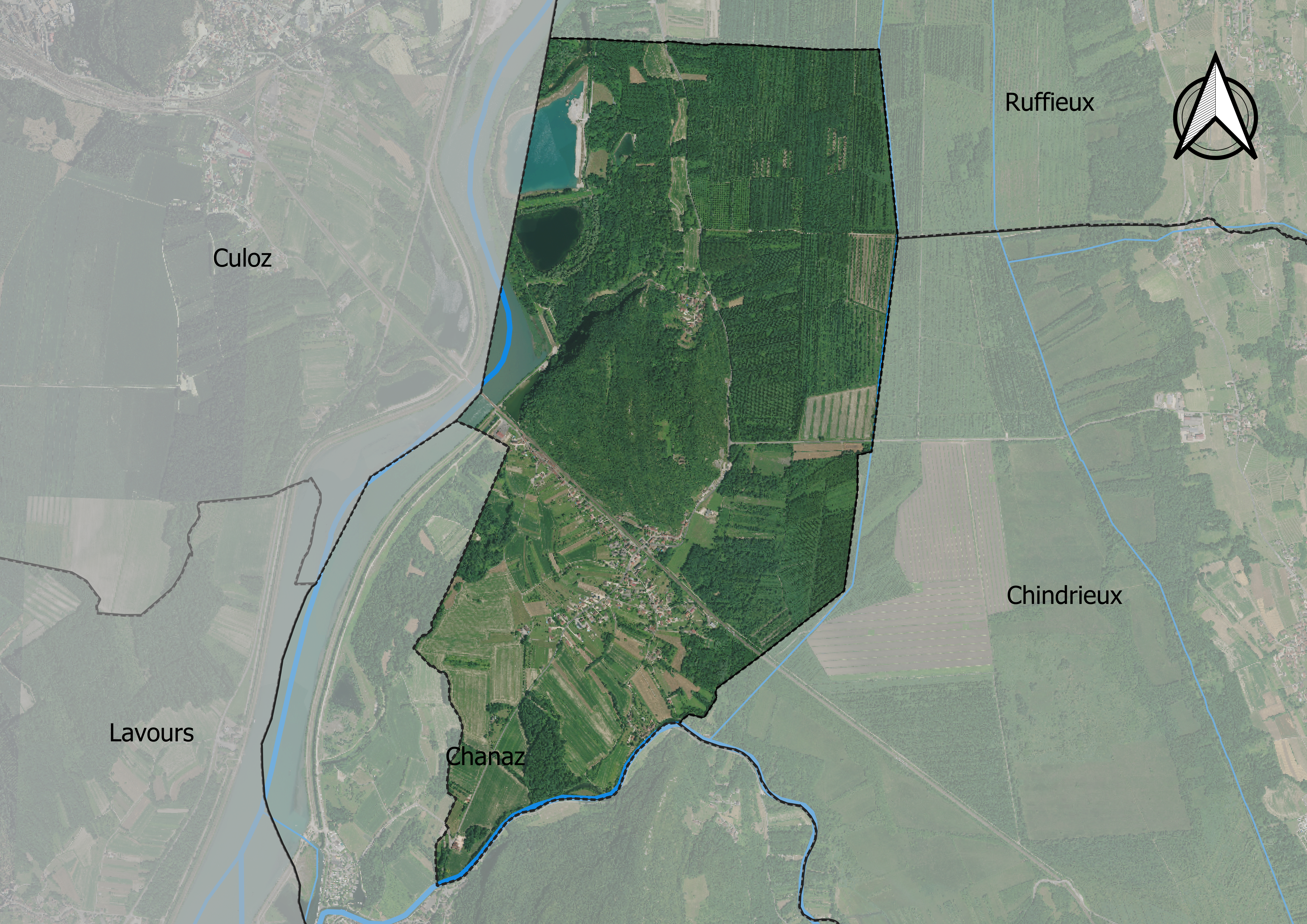
Carte orthophotogrammétrique de la commune.

## Toponymie
Vions proviendrait d'un « nom d'homme germanique, Wido (-onis), plus tard Vio (-onis) ».
On trouve les formes Vione, en 1351, puis Vyon, en 1558.
En francoprovençal, le nom de la commune s'écrit Vyon, selon la graphie de Conflans.

## Histoire
- Ville qui relevait de la co-seigneurie, puis de la baronnie de Châtillon en Chautagne.

Au XIIIe siècle, présence d'un prieuré dédié à Notre-Dame, habité par des chanoines réguliers de Saint-Augustin, dépendant de l'abbaye d'Abondance. En 1731, l'ensemble des archives du prieuré, conservé au château de Chambéry, a été détruit lors d'un incendie. L'appartenance à l'abbaye d'Abondance découle d'une mention, Jus abbatis Abondantie super prioratu de Vion, extrait d'un inventaire qui fut conservé au Sénat de Savoie. Aucun document ne permet d'indiquer de précision, notamment une datation. Il semble que, d'après deux actes non datés, le prieuré ait appartenu à l'abbaye de Bonmont (Pays de Vaud), auparavant. Le premier prieur dont on a conservé la trace est un certain Wilfrid de Compeys, en 1279, qui intervient dans une transaction avec Guy de Montluel. En 1604, le prieuré devient une commanderie de Saints-Maurice-et-Lazare.
Une légende locale raconte que des Templiers auraient rapporté de Terre Sainte un plant de vigne, la « Mondeuse », à l'origine des vignes de la Chautagne et des environs.

## Politique et administration
| Période                                  | Période                  | Identité                    | Étiquette | Qualité                            |
| ---------------------------------------- | ------------------------ | --------------------------- | --------- | ---------------------------------- |
| 1860                                     | ...                      | Claude Blanc                |           |                                    |
|                                          |                          |                             |           |                                    |
| 1971                                     | 1995                     | Raymond Machet              | PCF       |                                    |
| mars 2001                                | mars 2014                | Jacqueline Perroud          |           | retraitée de l'éducation nationale |
| mars 2014                                | octobre 2022 (démission) | Jean-Pierre Savioz-Fouillet |           |                                    |
| 2023                                     | En cours                 | Manuel Arragain             | DVG       |                                    |
| Les données manquantes sont à compléter. |                          |                             |           |                                    |

## Démographie
L'évolution du nombre d'habitants est connue à travers les recensements de la population effectués dans la commune depuis 1793. Pour les communes de moins de 10 000 habitants, une enquête de recensement portant sur toute la population est réalisée tous les cinq ans, les populations de référence des années intermédiaires étant quant à elles estimées par interpolation ou extrapolation. Pour la commune, le premier recensement exhaustif entrant dans le cadre du nouveau dispositif a été réalisé en 2006.

En 2022, la commune comptait 426 habitants, en évolution de +5,97 % par rapport à 2016 (Savoie : +3,63 %, France hors Mayotte : +2,11 %).
| 1793 | 1800 | 1806 | 1822 | 1838 | 1848 | 1858 | 1861 | 1866 |
| ---- | ---- | ---- | ---- | ---- | ---- | ---- | ---- | ---- |
| 180  | 211  | 229  | 294  | 307  | 329  | 651  | 211  | 385  |

| 1872 | 1876 | 1881 | 1886 | 1891 | 1896 | 1901 | 1906 | 1911 |
| ---- | ---- | ---- | ---- | ---- | ---- | ---- | ---- | ---- |
| 416  | 377  | 379  | 377  | 369  | 393  | 408  | 294  | 274  |

| 1921 | 1926 | 1931 | 1936 | 1946 | 1954 | 1962 | 1968 | 1975 |
| ---- | ---- | ---- | ---- | ---- | ---- | ---- | ---- | ---- |
| 270  | 319  | 324  | 335  | 286  | 267  | 262  | 226  | 228  |

| 1982 | 1990 | 1999 | 2006 | 2011 | 2016 | 2021 | 2022 | - |
| ---- | ---- | ---- | ---- | ---- | ---- | ---- | ---- | - |
| 222  | 276  | 328  | 331  | 412  | 402  | 416  | 426  | - |

## Culture locale et patrimoine

### Lieux et monuments
- Église du XIXe siècle.

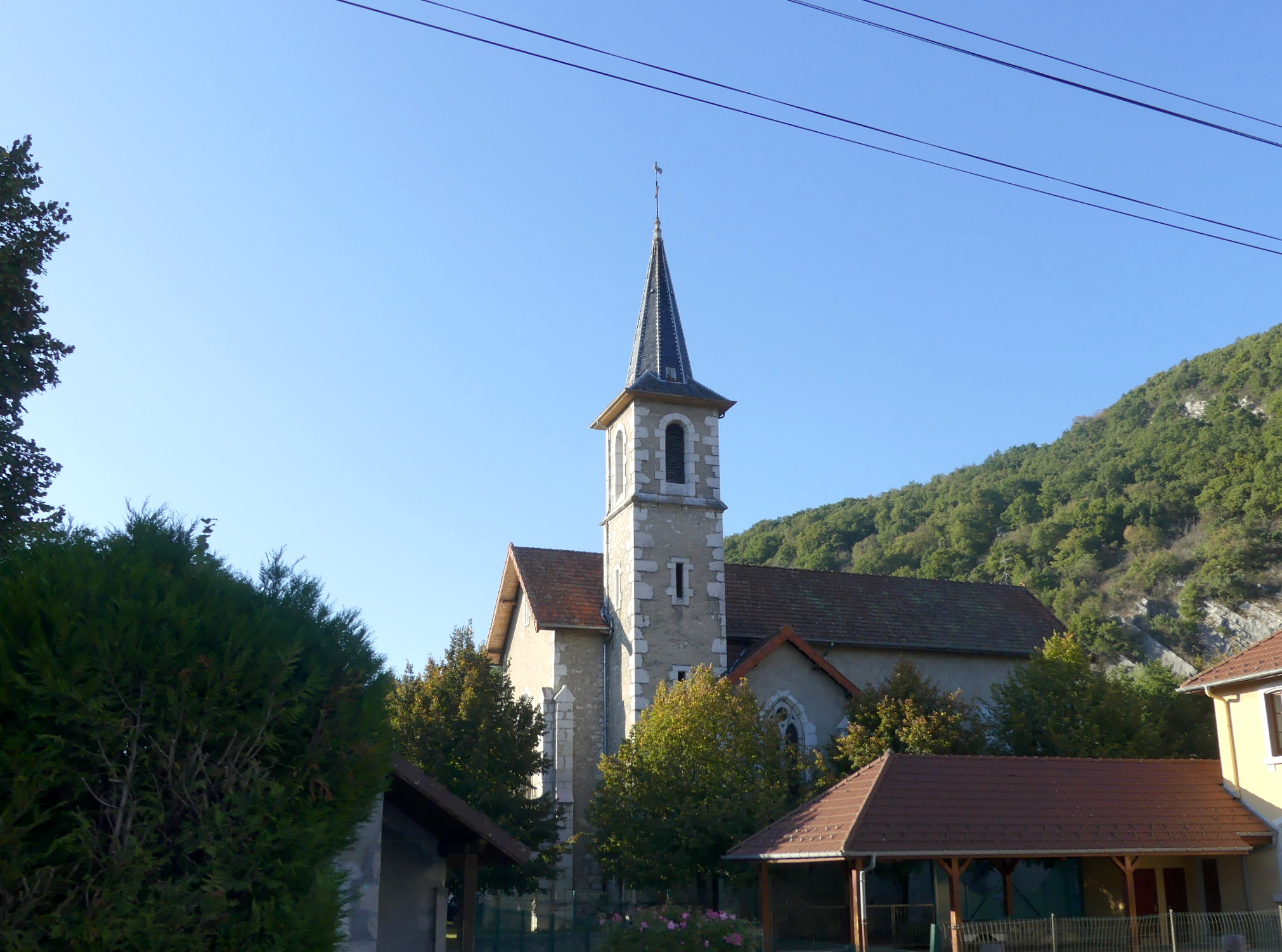
Église de l'Assomption de Vions.

- Viaduc de Culoz, pont ferroviaire de la ligne de Culoz à Modane (frontière), franchissant le Rhône.
- Chapelle ND du Bon Secours du XVe siècle

### Personnalités liées à la commune
À noter que deux écrivains contemporains ont passé tout ou partie de leur enfance à Vions[réf. nécessaire] : Patrick Laupin (né en 1950), animateur de rencontres littéraires, auteur de poésies et de romans et de recueils de nouvelles, ainsi que Gilles Calamand (né en 1949), écrivain et conférencier, spécialiste du roman historique et du roman policier.
Gilles Calamand a notamment vécu tous les étés chez sa grand-mère. La famille Calamand est installée à Vions depuis 1850. À noter que Vions apparaît dans plusieurs de ses romans, par exemple dans À brides abattues, un chapitre entier.